# خوسه ماریا کاسته‌یبی
جوزپ ماریا کاستِلوی ماریمون (اسپانیایی: Josep María Castellví Marimón‎ ‏۱۹۰۰–۱۹۴۴) کارگردان فیلم اهل کاتالان بود.
وی فیلم "Cinópolis"، یکی از نخستین فیلم‌های کوتاه ناطق را در سال ۱۹۳۱ در فرانسه خلق نمود.

## گزیده فیلم‌شناسی
- رومئو و ژولیت (۱۹۴۰)